# Гойсалич, Мила

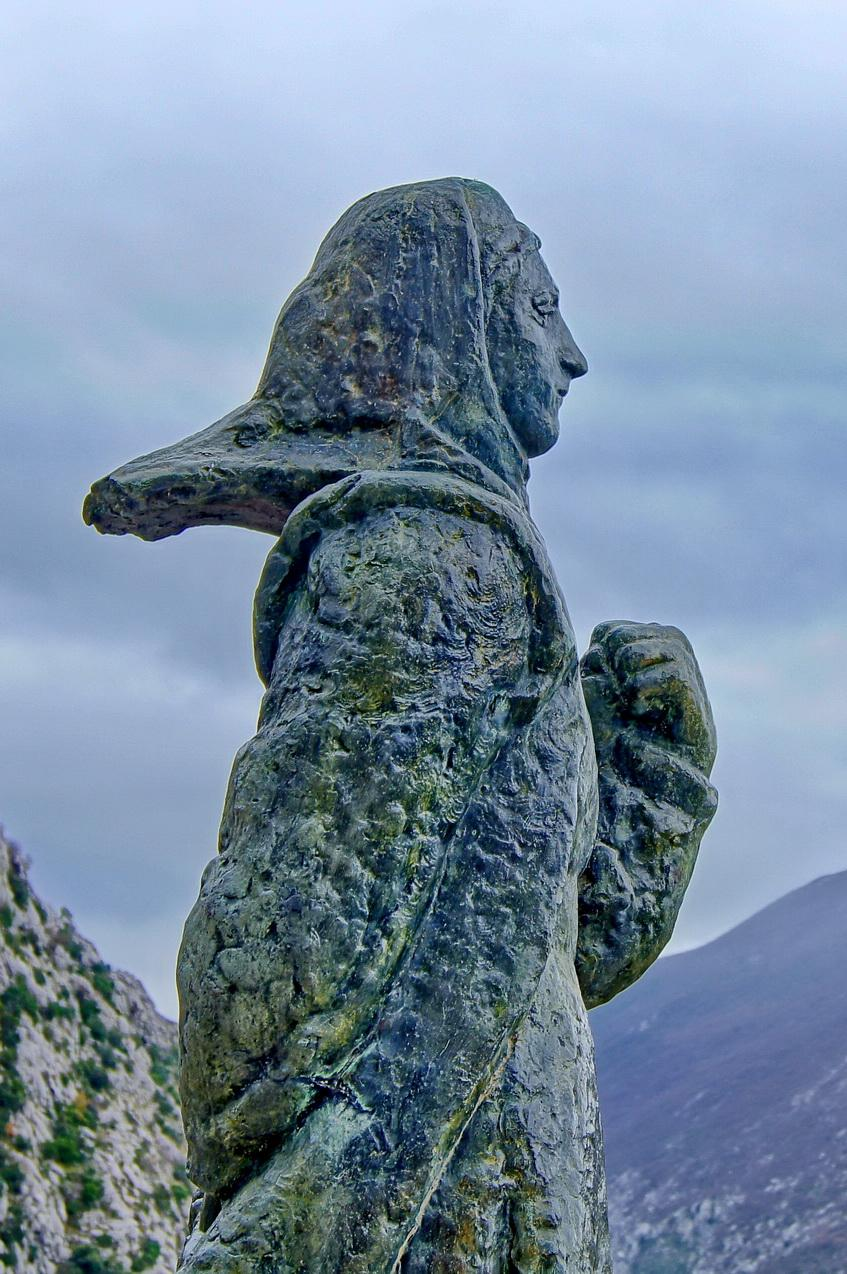
Памятник Миле Гойсалич в Хорватии

Мила Гойсалич (хорв. Mila Gojsalić, Костанье, ? — Подградач (Гата), 1530) — мученица и героиня хорватского народа. «Хорватской Юдифью» назвал её Михаил Девлеткамов, «легендарной дочерью Полицкого княжества» — Иван Мештрович.

## Биография
Мила Гойсалич родом из деревни Костанье в Далматинском Загорье. Согласно традиции, она считается отдалённым потомком хорватского короля Гоислава. Фамилия Гойсалич (Гоесалич) упоминается как княжеская в Полицком статуте.
Мила жила во времена борьбы между Полицкой республикой и Османским царством. В 1530 году турецкий паша Ахмед, с 10-тысячным войском, оккупировал Полицу и расположился табором в урочище Подграц (Podgrac, Podgrađe). Паша вознамерился обратить в сексуальное рабство местных хорваток. Мила Гойсалич пожертвовала своей невинностью, чтобы попасть в шатер Ахмед-паши. Дождавшись подходящего момента, она подорвала склад с порохом и боеприпасами, уничтожив себя, Ахмед-пашу и всё его войско. Остатки турецких сил были разбиты поличанами в битве на Полицком лугу.

## Память
Иван Мештрович изваял её статю в городе Омиш, а Яков Готовац создал оперу в её честь. Август Шеноа написал о ней повесть.